# Pierre Croze
Pierre Croze, né le 14 mai 1921 à Casablanca et mort le 19 janvier 1998 à Villeneuve-Loubet (Alpes-Maritimes), est un homme politique français.

## Détail des fonctions et des mandats
Mandat parlementaire
- 2 octobre 1971 - 2 octobre 1980 : Sénateur des Français établis hors de France